# Serre-Ponçon-tó
A Serre-Ponçon-tó mesterséges tó Franciaországban, Provence-Alpes-Côte d’Azur régióban, melyet a Durance folyón létesítettek az 1950-es években.

## Ismertetése
A tó a francia Déli-Alpokban, Hautes-Alpes és Alpes-de-Haute-Provence megyék határán terül el. Az Alpok magashegységeiben eredő Durance felduzzasztásával, a gát és a vízerőmű építésekor keletkezett. Ez a kontinentális Franciaország második legnagyobb mesterséges tava, kiterjedése több mint 28 km². (A legnagyobb a 48 km²-es Der-Chantecoq-tó Marne és Haute-Marne megye határán).

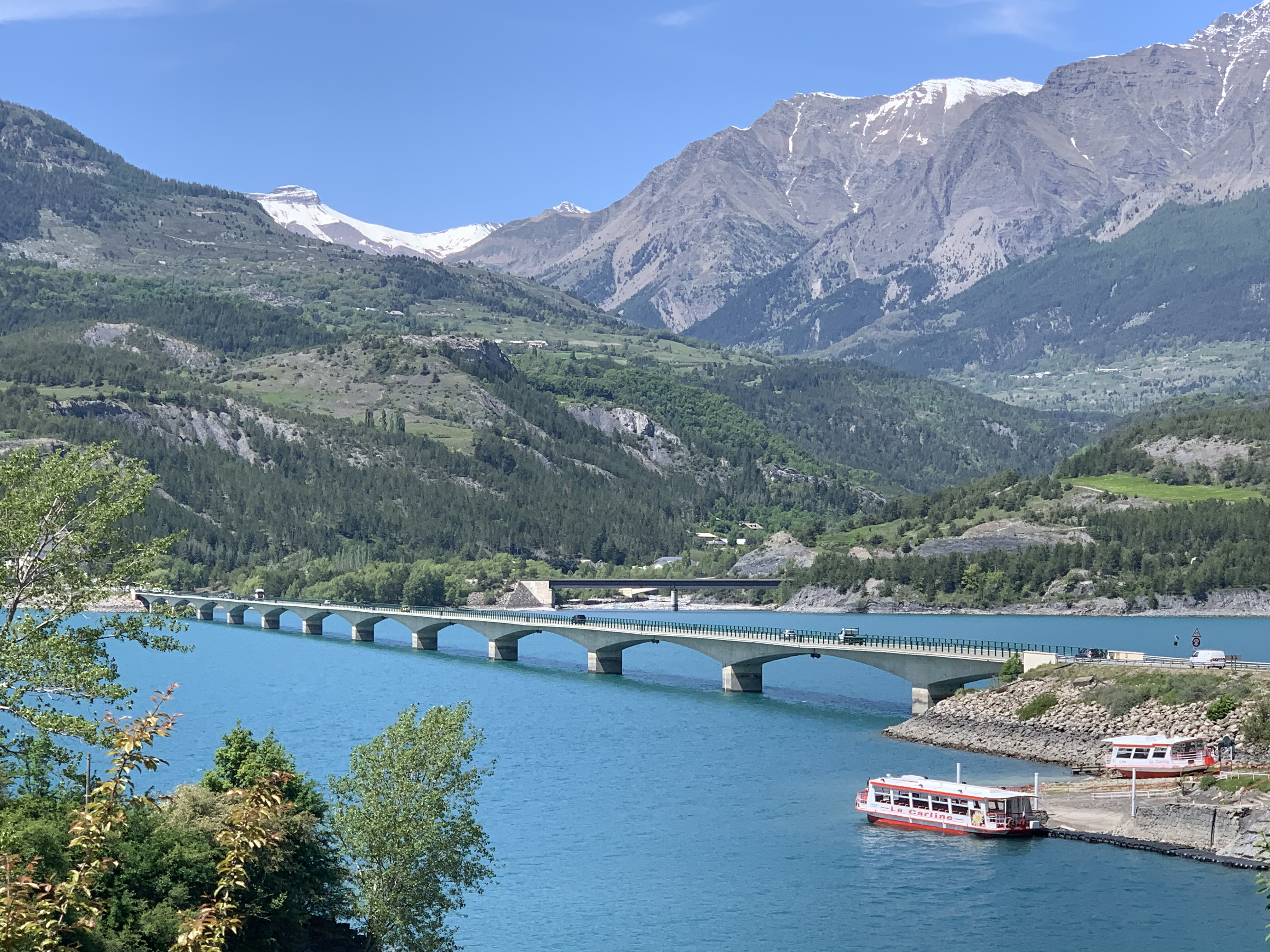
A híd a tavon Savines-le-Lacnál (2021)

A Durance és mellékfolyója, az Ubaye által táplált tó és gátja szabályozza a Durance vízjárását, biztosítja az öntözéses növénytermesztést és a vízellátást a folyásirány alatti területek számára, vízerőműve nagy mennyiségben termel villamosenergiát. A hegyes, meredek partok segítik a természet eredeti állapotának fenntartását. A tározó 90 km hosszú partvonalából mindössze 13 km-t alakítottak ki turisztikai célokra.
Az északkelet–délnyugati irányban elnyúló tó hossza maximális vízszintnél 20 km, szélessége (max.?) 3 km. 
A gát hossza 630 m, magassága 123,5 m. A tározó térfogata 1272 millió m³, vízfelszínének területe 2800–2900 km², vízgyűjtő területének kiterjedése 3600 km².
A gát 1955 és 1960 között épült a Durance medréből kitermelt anyagok felhasználásával. A tározó feltöltését 1959-ben kezdték meg, a munkálatokat 1961-ben fejezték be. A sziklába vájt vízerőművet 1960-tól fokozatosan helyezték üzembe. Serre-Ponçon volt az első a Durance-Verdon vízerőműrendszert alkotó 16 gát és 23 vízerőmű közül.
A part mentén elhelyezkedő két nagyobb település: a tó északkeleti végén Embrun, a közepe táján Savines-le-Lac, utóbbinál híd épült a tavon, ezen vezet át a tó vonalát követő N94 főút.